# Хемалата Тхакурани
Хемала́та Тхакура́ни (IAST: Hemalatā Ṭhākurāṇī) — бенгальская кришнаитская святая и богослов, дочь выдающегося кришнаитского проповедника и гуру Шринивасы Ачарьи. Жила во второй половине XVI века. Автор богословского текста «Манави-виласа». По поручению Хемалаты, Ядунандана Даса создал богословский текст «Карнананда», а также поэтические переводы ряда кришнаитских текстов с санскрита на бенгали.